# فناوری اچ۹۶۰
فناوری اچ۹۶۰ (به انگلیسی: 960H Technology) یکی از تکنولوژی‌های استفاده شده در گیرنده‌های تصویر سی‌سی‌دی است. اچ۹۶۰ نشان‌دهندهٔ تعداد پیکسل‌های افقی در سنسور تصویر است و بالاترین وضوح تصویر ممکن برای سیستم‌های تصاویر مداربسته است. این فناوری موجب افزایش ۳۰٪ وضوح تصویر نسبت به تکنولوژی دی۱ می‌شود و این امکان را به وجود می‌آورد تا دوربین‌ها و سسیتم‌های پخش قادر باشند تا ۷۰۰ تی‌وی‌ال وضوح تصویر را ارائه کنند.